# Копан (городище)

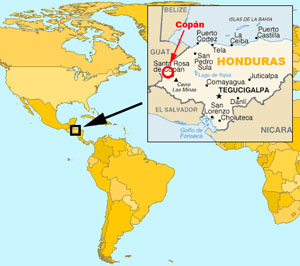
Місце розташування Копана

14°50′24″ пн. ш. 89°08′24″ зх. д. / 14.84000° пн. ш. 89.14000° зх. д.
Копа́н (ісп. Copán) — одне з найбільших археологічних городищ на території Гондурасу (одна зі стародавніх назв городища та околиць — Хушвітік). Розташоване на заході Гондурасу, у центральній частині долини однойменної річки, за кілометр від однойменного містечка та за кілька кілометрів від кордону з Гватемалою.
Існувало з перших століть до н. е., у період розквіту (VII–VIII століть) Копан був центром царства Шукууп — самостійної держави стародавніх мая, що охоплювала територію сучасної південно-східної Гватемали та південно-західного Гондурасу. Згасання Копану, імовірно, пов'язано із загальною кризою держав мая у IX столітті.

## Історія
|  |  |  |  |

За даними археологів, порівняно крупне поселення на місці археологічного городища Копан існувало вже на межі ер. 426 року К'ініч-Йаш-К'ук'-Мо, який походив з роду правителів Хушвіца (городище Караколь, Белізе), заснував копанську царську династію. Відповідно до більш пізніх копанських написів, перш ніж воцаритись у Копані, К'ініч-Йаш-К'ук'-Мо здійснив паломництво до далекого Теотіуакана в Мексиці, де й отримав інсигнії верховної влади. Нащадки К'ініч-Йаш-К'ук'-Мо правили Копаном упродовж наступних 400 років (всього нині відомо шістнадцять царів). Палацовий комплекс на березі річки Копан, закладений ще за засновника династії, з часом перетворився на велике скупчення житла, храмів та майданів, відомий нині як Акрополь.
Влада копанських царів поширювалась на сусідні гірські долини на території сучасного Гондурасу та Гватемали. Хоч Копан розташовувався на крайньому південному сході області мая, його царі зберігали зв'язки з іншими династіями південних низовин, включаючи правителів Тікаля, Караколя й Паленке, одночасно підтримуючи контакти з володарями гірської Гватемали. Копанським царям приписували панування над південною межею ойкумени мая. Така репутація відображалась у титулах копанських царів, які йменували себе «стопами сонця південного неба». Населення царства включало як мая, які спілкувались мовою, спорідненою з колоніальною чольті й сучасною мая-чорті, так і не-мая, у тому числі ленка. Як і в решті царств мая, придворна знать спілкувалась і писала особливою «престижною мовою», відомою як «єрогліфічна мая» чи «класична чольтійська».
|  |  |

За винятком дат народження, воцаріння та смерті копанських царів, нині порівняно мало відомо про політичну історію городища. Царські написи в Копані, за деякими винятками, інтроспективні та приділяють набагато більше уваги ритуалам, аніж політичним подіям. Можливо, подібне замовчування пов'язано з тим, що місцевим правителям набагато частіше доводилось мати справу з володарями не-мая, натомість бурхливе політичне життя решти царств мая нерідко оминало їх. Археологічні дані свідчать, що розквіт царства припав на VII — першу чверть VIII століття, за правління царів К'ак'-Уті-Віц'-К'авіль і Вашаклахун-Убах-К'авіль. Край розквіту поклала військова катастрофа. Правитель городища Кірігуа, васал і родич копанських царів К'ак'-Тілів-Чан-Йопат вирішив здобути незалежність. Наприкінці квітня 738 року армії К'ак'-Тілів-Чан-Йопата і Вашаклахун-Убах-К'авіля зійшлись у битві поблизу Коквіца (місце не встановлено). Копанська армія зазнала поразки, Вашаклахун-Убах-К'авіль потрапив у полон і йому відтяли голову. Це завдало потужного удару по могутності копанських царів, оговтатись від якого їм так і не вдалося, хоча за п'ятнадцятого царя Копан переживав певне відродження.
Як і багато інших городищ мая, Копан став жертвою кризи IX століття, причини якої донині не встановлено, хоча тривала посуха й політична нестабільність вбачаються найвірогіднішими поясненнями. В останні роки правління шістнадцятого царя спостерігалось зниження будівельної активності, що вказує на загальне погіршення економічної ситуації в царстві. Влада копанських правителів впала практично моментально приблизно після 822 року. Примітно, що праця різьбяра над Вівтарем L, присвяченим воцарінню Укіт-Ток'а, останнього царя Копана, так і не була завершена. Храми та палаци копанського Акрополя були спалені й занедбані. Деякі периферійні поселення натомість набули короткочасного розквіту: це свідчить, що окремі знатні родини використали кризу центральної влади у власних цілях. Тим не менше, спустошення невдовзі поширилось усією долиною. Жоден зі стародавніх топонімів, відомих за копанськими написами, не зберігся дотепер, що свідчить про докорінну зміну населення долини, принаймні одноразову. Відповідно до іспанських документів, населення околиць Копана в XVI столітті було настільки малим, що не заслуговувало власної церковної парафії.

## Список царів Копана (імена та роки правління)

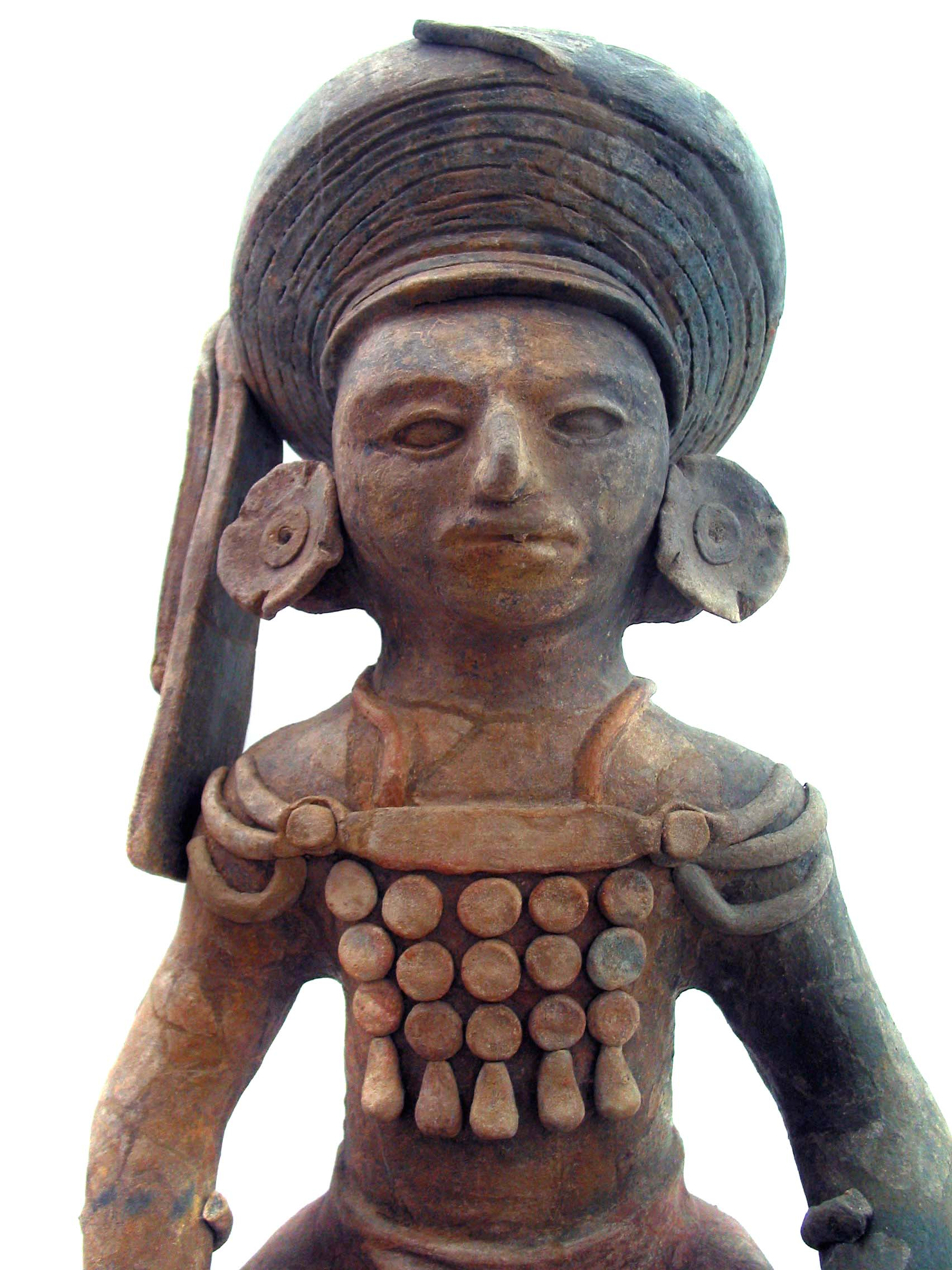
Цар Копана на курильниці

1. К'ініч-Йаш-К'ук'-Мо (426—435)
2. ?-К'ініч (-435-)
3. ?-Чан (-?-)
4. К'аль-Тун-Хіш (-?-)
5. Йух-? (-?-)
6. ?-Холь (-?-)
7. Балам-Нен (-524-532)
8. Ві-Оль-К'ініч (532—551)
9. Сак-Лу (551—553)
10. Ци-Балам (553—578)
11. К'ак'-Ті-Чан (578—628)
12. К'ак'-Уті-Віц'-К'авіль (628—695)
13. Вашаклахун-Убах-К'авіль (695—738)
14. К'ак'-Хоплах-Чан-К'авіль (738—749)
15. К'ак'-Йіпйах-Чан-К'авіль (749—763)
16. Йаш-Пасах-Чан-Йопат (763—810)
17. Укіт-Ток' (822-?)

## Археологічні розкопки

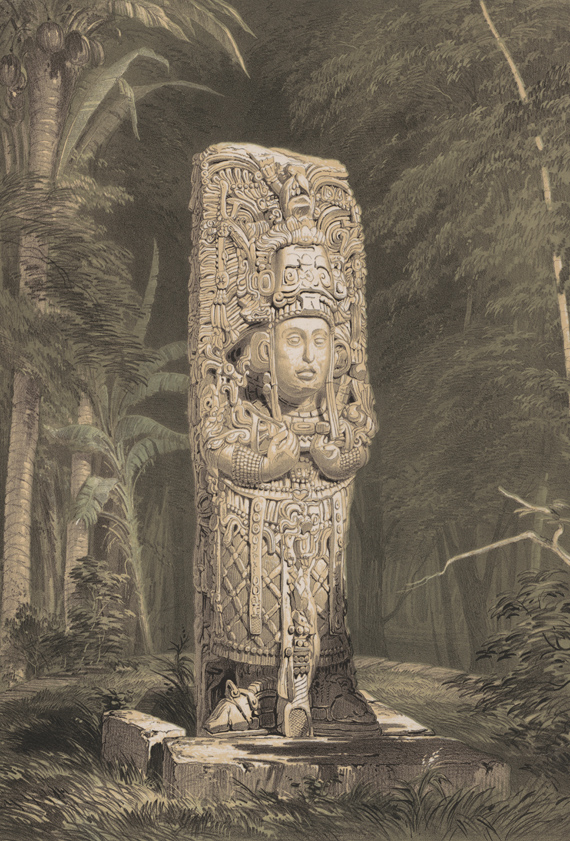
Стела Н на малюнку Казервуда

Городище Копан отримало свою назву від Дієго Гарсія де Паласіо, який 1576 року склав перший опис стародавнього міста, яке отримало назву «копан» («міст» мовою науатль) від місцевих жителів. Відомість Копану принесли опубліковані записки та ілюстрації мандрівників Джона Стефенса та Фредеріка Кезервуда, які відвідали городище у 30-х роках XIX століття. Перше систематичне документування монументів Копана було здійснено Модслі у 1880-90-х роках, а археологічні дослідження почались із чотирьох експедицій Музею Пібоді Гарвардського університету у 1890-х роках. Перші експедиції до Копана мали й трагічні випадки: один з керівників гарвардської експедиції, Джон Овенс, помер від тропічної гарячки та був похований на головній площі Копана перед Стелою D. На початку XX століття Спінден і Морлі продовжили документувати й досліджувати написи та скульптурні зображення Копана й околиць. Інститут Карнегі здійснив масштабні розкопки та реставраційні роботи у 1930–1940-их роках. Починаючи з 1960-х років, Інститут антропології та історії Гондурасу, заснований 1952 року, почав відігравати провідну роль у дослідженнях Копана та розробляти довгострокову стратегію вивчення й охорони стародавнього міста.
Новий етап у вивченні Копана розпочався у 1970-х роках із серії міждисциплінарних проєктів, організованих американськими, гондураськими та європейськими дослідниками, які представляли кілька провідних академічних закладів, включаючи Гарвард, Музей антропології та археології Пенсильванського університету, Університет штату Пенсильванія та Університет Північного Іллінойсу. Вперше було систематично досліджено не лише центр городища, але й усі стародавні поселення в долині річки Копан. Вперше дослідники Копана намагались вивчати не лише поселення, але й зрозуміти, як виглядало та як змінювалось навколишнє середовище. Починаючи з 1980-х років, успіхи в дешифровці писемності мая почали допомагати з реконструкцією історії, а серія тунелів, проритих археологами в самому серці копанського Акрополя, дозволяє зазирнути в часи перших царів Копана. Дослідження центру Копана і стародавніх поселень у долині річки Копан тривають донині.

## Сучасний стан

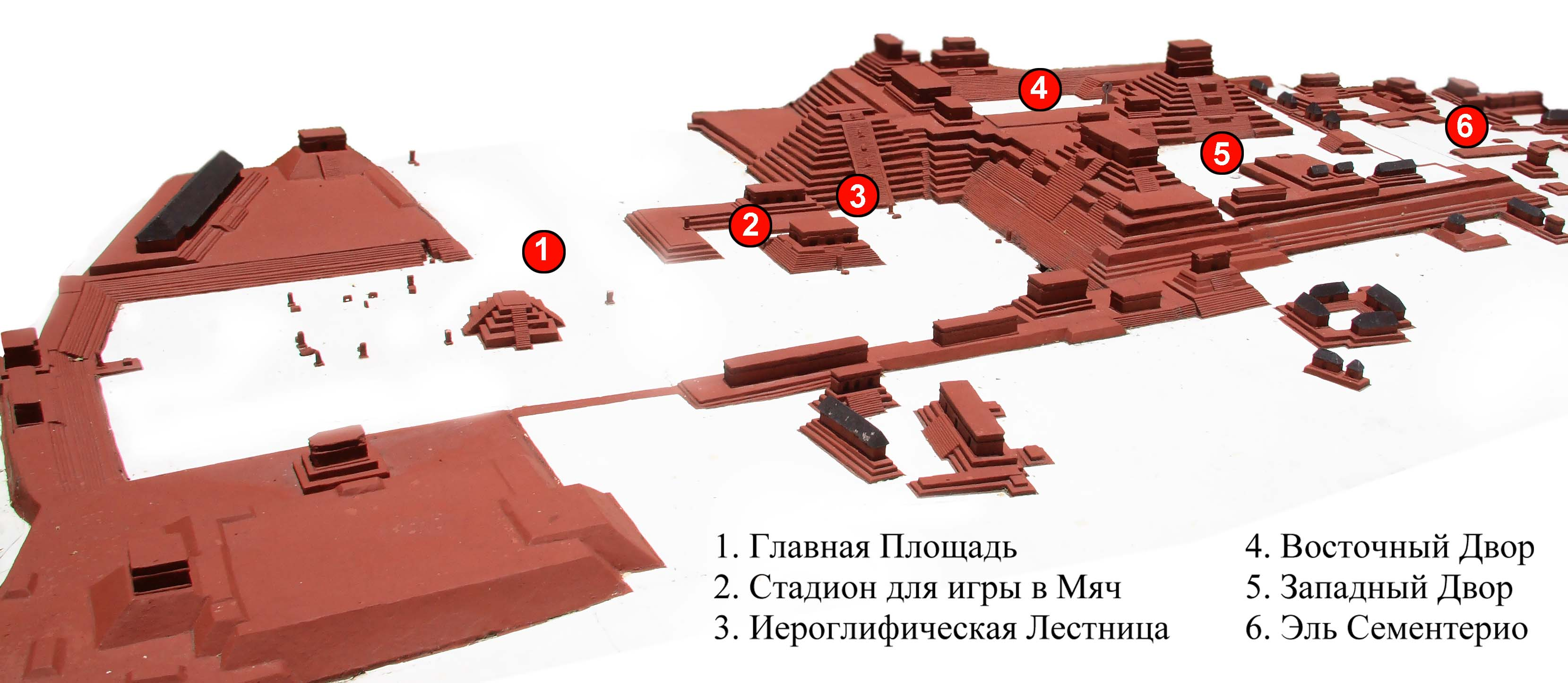
Центр Копана

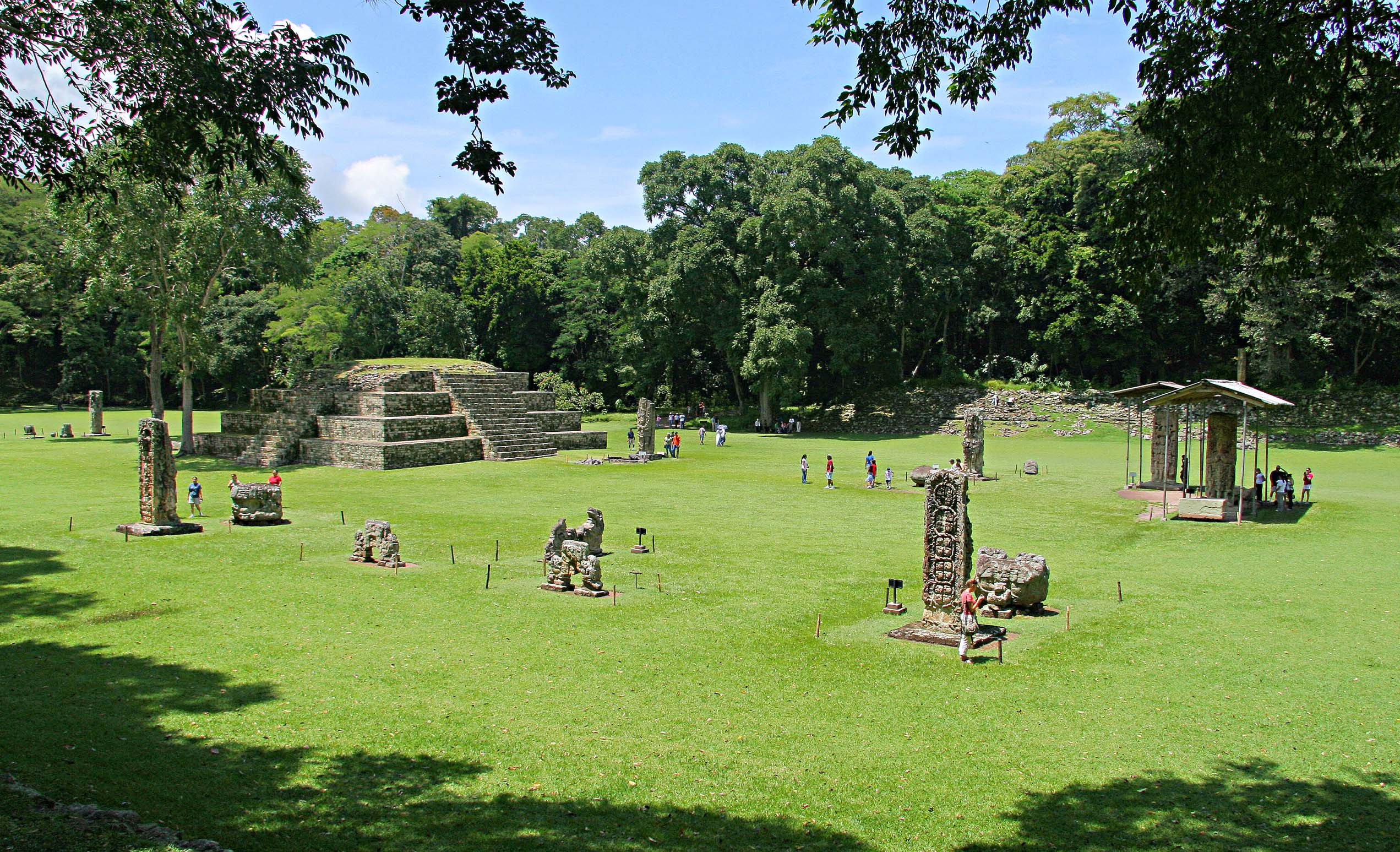
Головна Площа

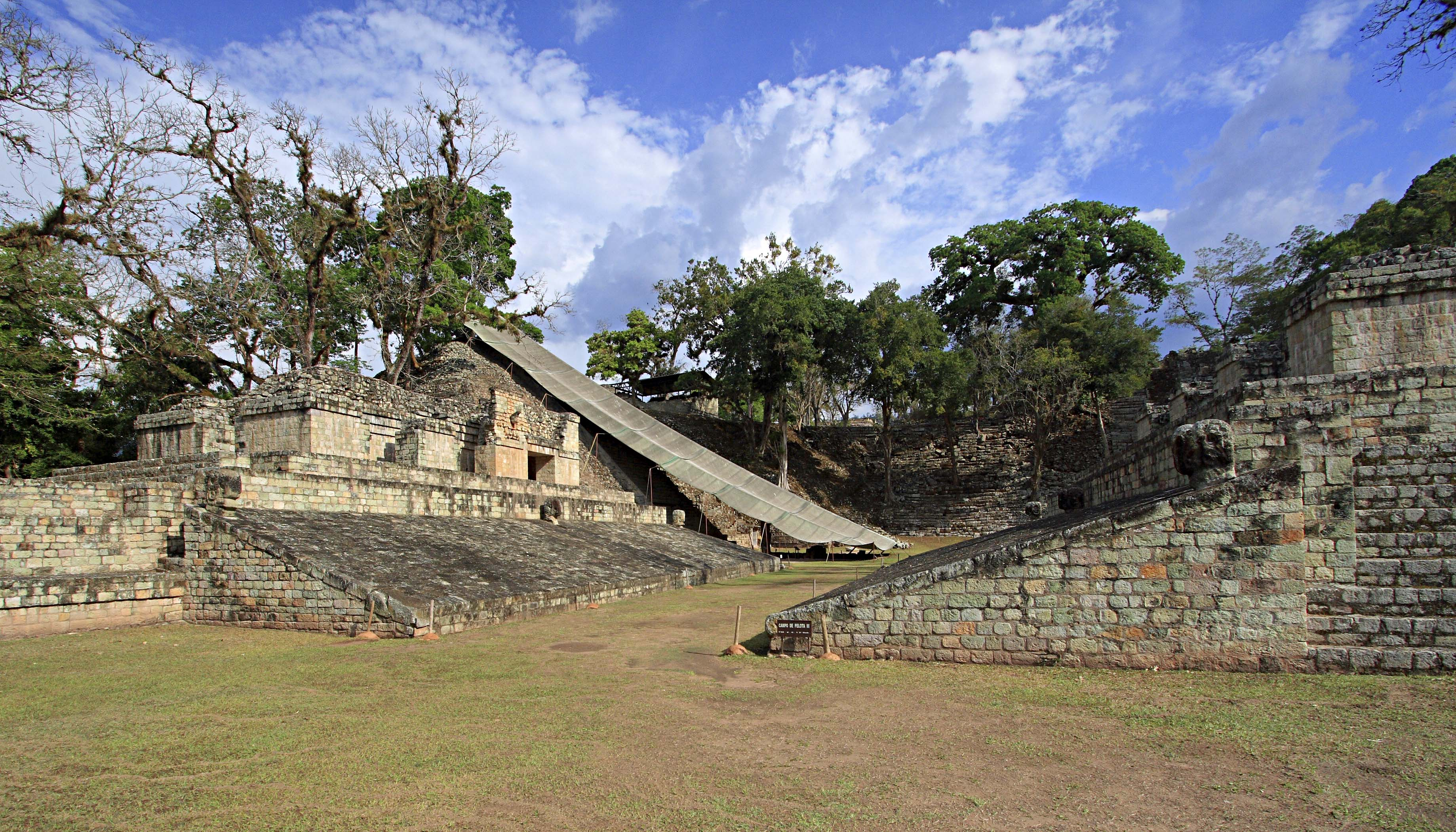
Стадіон для гри у м'яч

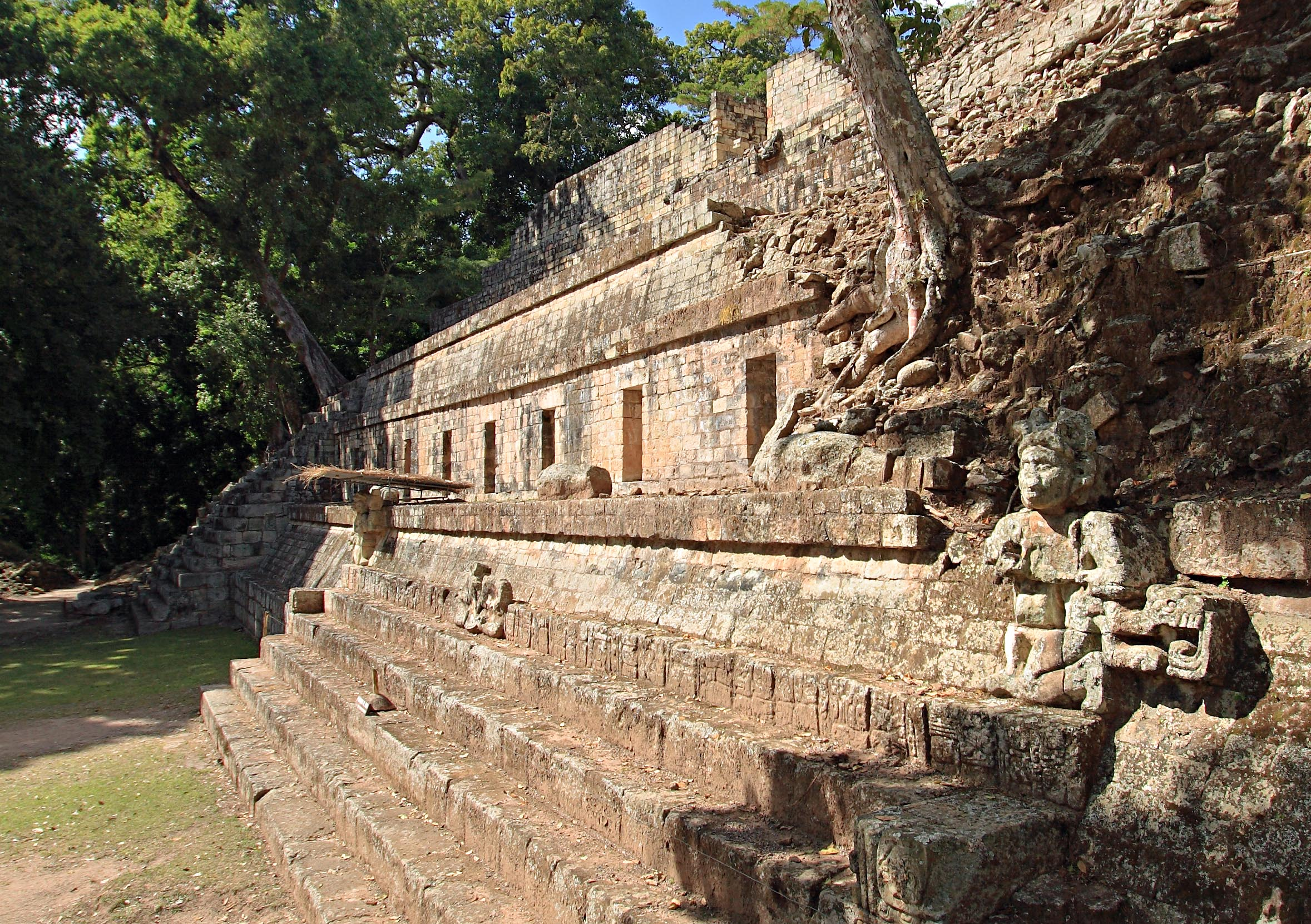
Храм 11 із Західного Двору

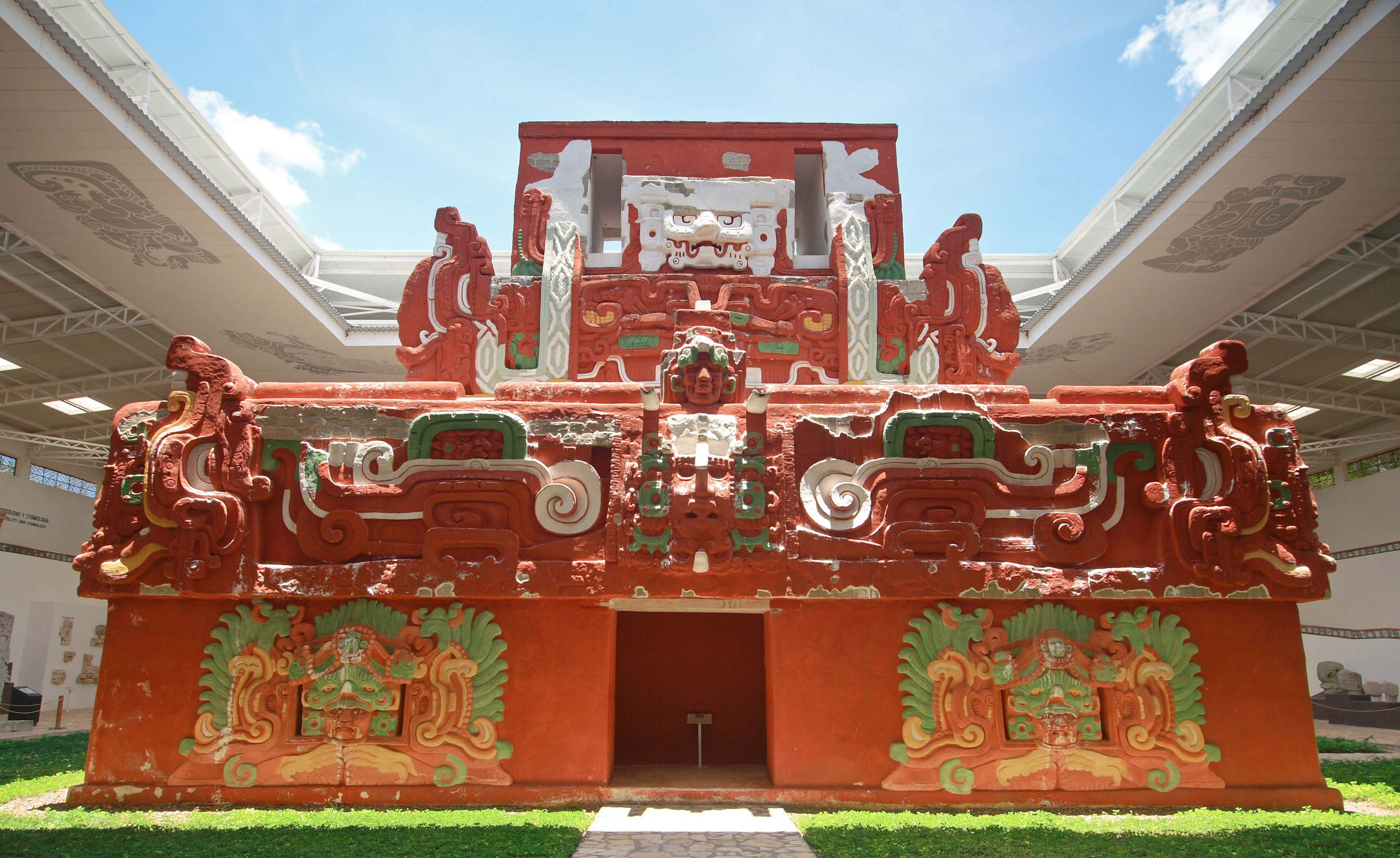
Розаліла

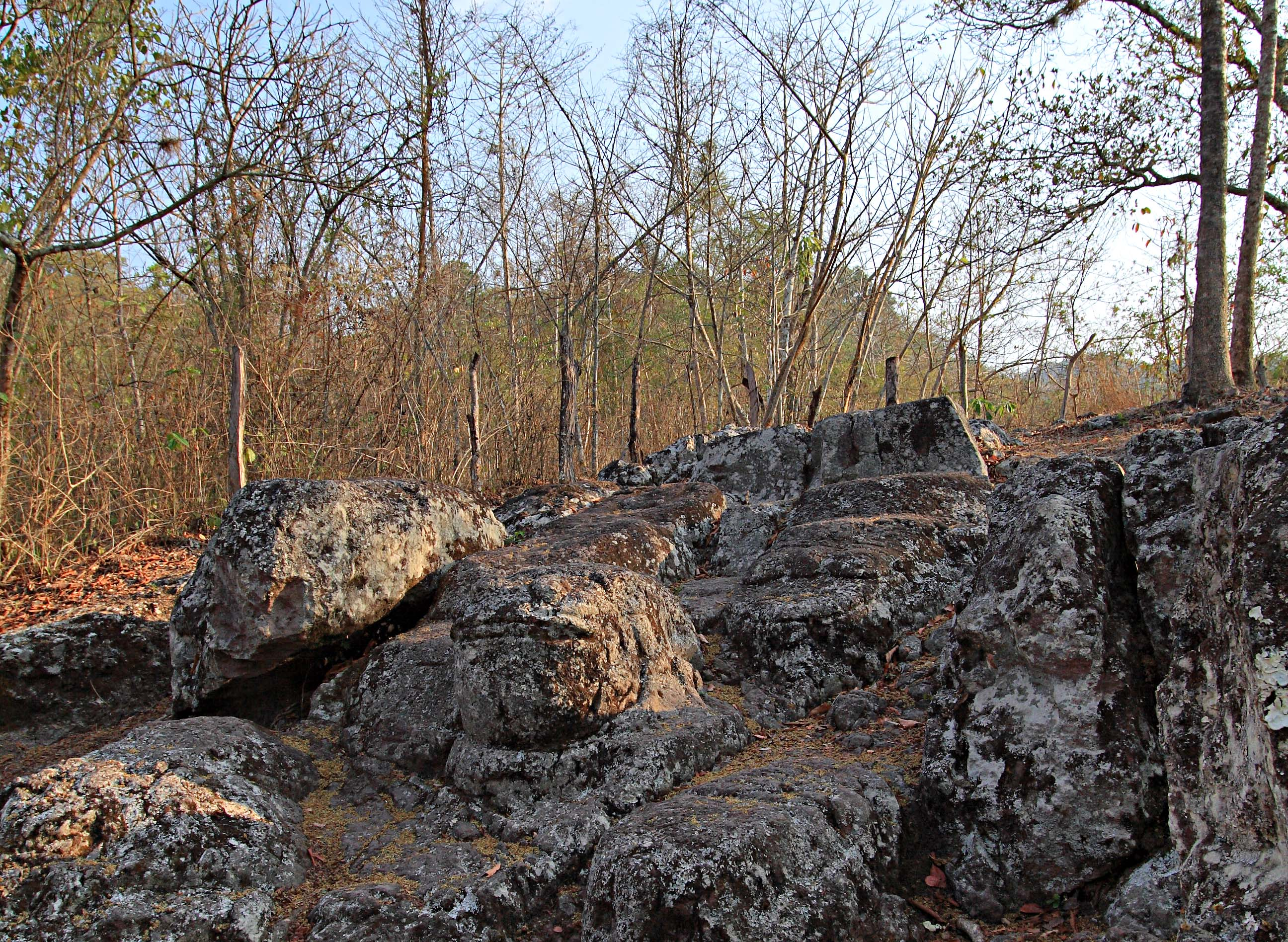
Лос-Сапос

Площа Копана — 24 км². Він відомий стародавніми спорудами та своїм Археологічним музеєм, найкращим в регіоні. Окрім того, це археологічний заповідник, об'єкт Світової спадщини ЮНЕСКО, що охороняється державою. Чудова монументальна архітектура Копана заслужила йому прізвисько «Афін стародавніх мая».
Охоронна археологічна зона займає тільки частину стародавнього поселення та включає як відновлені, так і ще не досліджені житла, храми, майдани, сходи, дороги та стадіони для гри у м'яч. Центр городища складається з Головної Площі, де височать знамениті стели, а також комплексу палаців і храмів, відомого як Акрополь. За 400 років існування Копанської династії Акрополь перетворився на високий штучний пагорб площею 600 на 300 метрів, де ранні споруди приховані під масштабними будівлями, зведеними за більш пізніх царів. Східна частина комплексу серйозно постраждала від річки Копан, яка упродовж століть поступово змила кілька терас Акрополя. Археологи доклали значних зусиль, щоб змінити русло річки й попередити подальше руйнування центральної частини городища. Розріз Акрополя, що утворився через руйнування терас, підмитих річкою, став відправною точкою вивчення найбільш ранніх «шарів» в архітектурній історії міста.
Окрім чудових стел, зведених на честь 15-го двадцятиріччя царем Вашаклахун-Убах-К'авілем 731 року, які зображують самого царя, його пращурів, а також богів-хранителів долини (відомої в давнину як Хушвінтік), увагу привертає стадіон, прикрашений зображеннями папуг-ара, а також величні ієрогліфічні сходи, закладені за Вашаклахун-Убах-К'авіля, перебудовані та збільшені за 15 царя, К'ак'-Йіпйах-Чан-К'авіля.
Щодо Акрополя, то його Західний двір прикрашено ще одними ієрогліфічними сходами. Храм 11 замикає двір з півночі, а на заході височить найвища та наймасивніша будівля Акрополя — Храм 16, кульмінація з серії храмів, зведених над усипальницями перших царів Копана. Біля підніжжя сходів, що ведуть на вершину Храму 16, розміщується Вівтар Q, що зображує всіх 16 царів Копана, верхівка якого прикрашена написом, що розповідає про заснування місцевої царської династії. Через руйнування Акрополя Східний двір Акрополя втратив частину своїх будівель. Тим не менше, там можна відвідати гробницю 16 царя (її розграбували ще у давнину). У північній частині Східного двору розташований Храм 22, виконаний у вигляді величезної гори, де, можливо, була тронна зала Вашаклахун-Убах-К'авіля, а також будівля Пополь Нах, де, на думку деяких археологів, проходили засідання ради місцевої знаті. На південь від Східного й Західного дворів Акрополя розташований квартал Сементеріо. Там була резиденція 16 царя Копана, а також численні житла членів його родини та придворних.
Для відвідувачів Копана також доступна невелика секція тунелів, створених археологами для вивчення архітектурної історії Акрополя. Там можна побачити фрагменти скульптурного оформлення ранніх копанських будівель та ієрогліфічний напис часів Ві-Оль-К'ініча. Загальна протяжність копанських тунелів перевищує 4 км, але більша їх частина не доступна для публіки (з точки зору безпеки відвідувачів і підтримання необхідного для збереження стародавніх будівель мікроклімату).
1996 року в Копані було відкрито Музей скульптури мая, де зібрано монументи, знайдені на території розкопок, а також подано реконструйовані справжні фасади стародавніх будівель, відновлені за результатами археологічних досліджень (умови ЮНЕСКО не дозволили б відновити зруйновані секції стародавніх будівель безпосередньо на своєму первинному місці). Перлина музею — реконструкція однієї з ранніх версій Храму 16 в натуральну величину. мая поховали цей храм (названий археологами Розаліла) цілковито під більш пізньою будівлею. Численні тунелі дозволили археологам відновити будівлю, включаючи кольори розписних рельєфів на його фасадах.
За 1,5 км на схід від Великої Площі розташовані руїни району проживання знатних родин мая — Лас-Сепультурас. Там розкопано близько 100 будівель та 450 поховань. Резиденції придворних розміщуються поряд із скромним житлом простого люду. Там же розташований квартал, де, можливо, жили приїжджі торгівці Улуа.
На особливу увагу заслуговує невеликий археологічний музей, розташований на головному майдані містечка Копан Руїнас. Експозиція музею включає кілька стел і вівтарів, знайдених як у центрі городища, так і на території сучасного Копан Руїнас. Тільки в цьому музеї можна побачити стародавні прикраси та інші вироби з жадеїта, силікату й кераміки, знайдені в копанських гробницях. Окрему експозицію присвячено реконструкції багатого поховання, яке ймовірно належало ритуальному фахівцю або «шаману».
За кілометр на південь від центра городища розташований Лос-Сапос — вихід скельних порід, вкритий різьбою та написами, широко відомий своїми скульптурними зображеннями жаб та, ймовірно, представляє стародавній, «простонародний» культ родючості.